# Сасва
Сасва — річка у Зельвенському районі, Гродненська область, Білорусь. Ліва притока Зельв'янки (басейн Німану).

## Опис
Довжина річки 24 км, похил річки 1,8 м/км, площа басейну водозбору 135 км². Формується безіменними струмками та загатами. Річище на всьому протязі каналізоване.

## Розташування
Бере початок за 1 км на північ від села Рудевичі. Тече переважно на південний схід через село Теглевичі й за 3 км на північний схід від села Зенькивці впадає в річку Зельв'янку, ліву притоку Німану.